# Quart de les Valls
Quart de les Valls (spanisch Cuart de les Valls) ist eine Gemeinde (municipio) mit 1.040 Einwohnern (Stand: 2024) in der spanischen Provinz Valencia. Sie befindet sich in der Comarca Camp de Morvedre.

## Geografie
Quart de les Valls liegt etwa 27 Kilometer nordnordöstlich von Valencia in einer Höhe von ca. 30 m nahe der Mittelmeerküste. 

## Bevölkerungsentwicklung
| Jahr      | 1920 | 1950 | 1970 | 1981 | 1991 | 2001 | 2011 | 2021 |
| Einwohner | 1037 | 1092 | 1127 | 1122 | 1086 | 1047 | 1065 | 1050 |

## Sehenswürdigkeiten
- Michaeliskirche (Iglesia de San Miguel Arcángel)
- Christuskapelle
- Marienkapelle

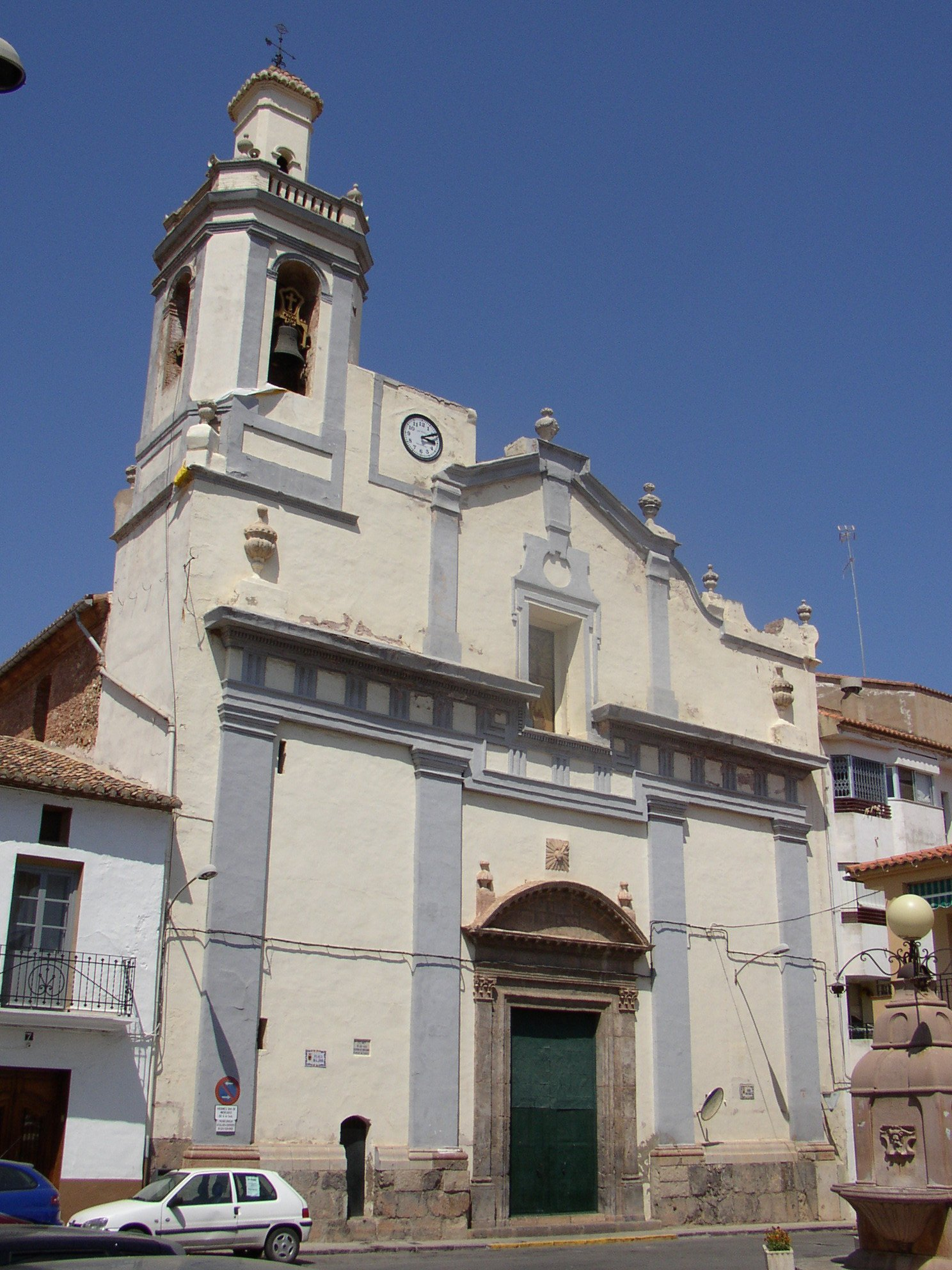
Michaeliskirche
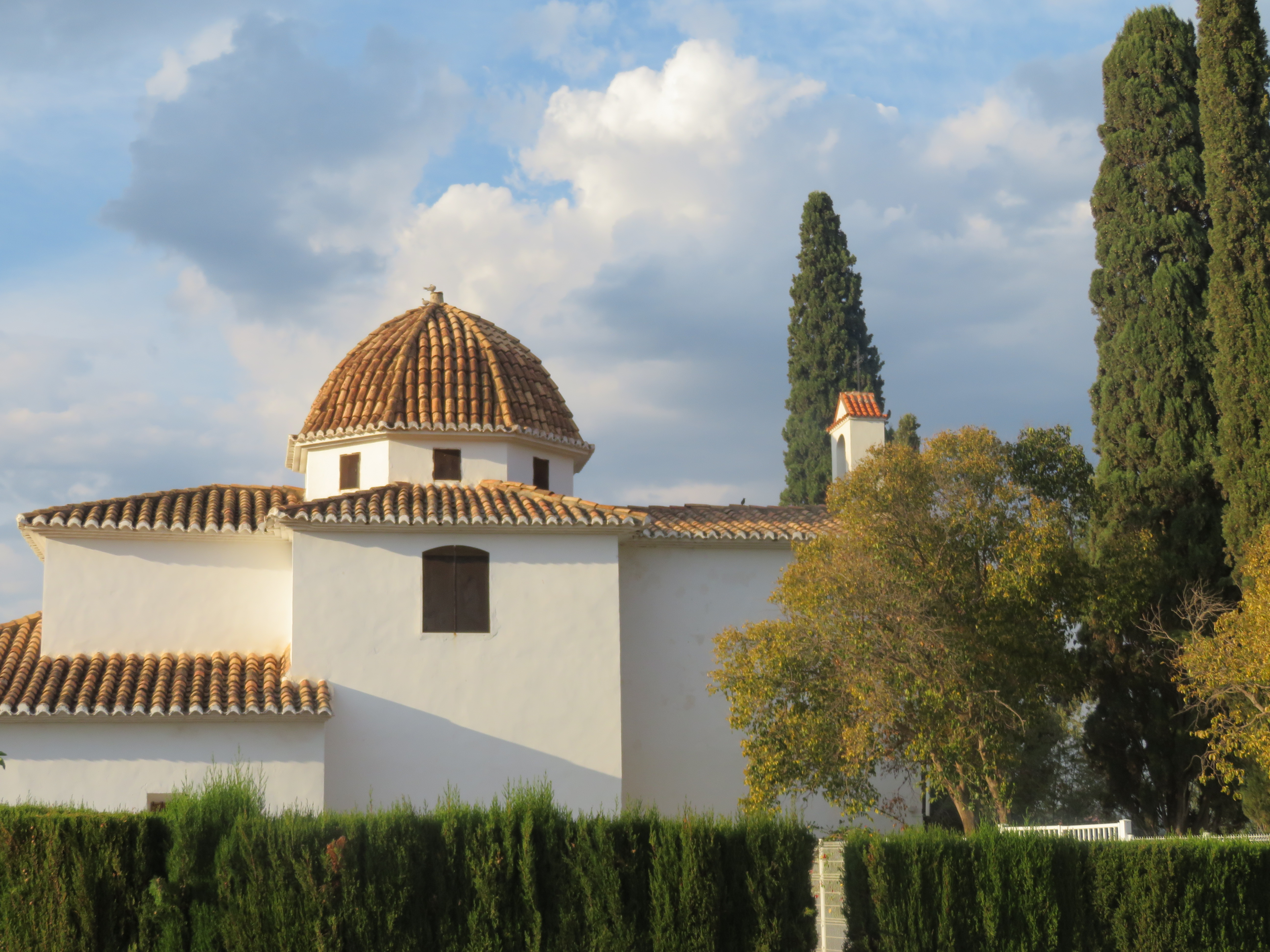
Christuskapelle
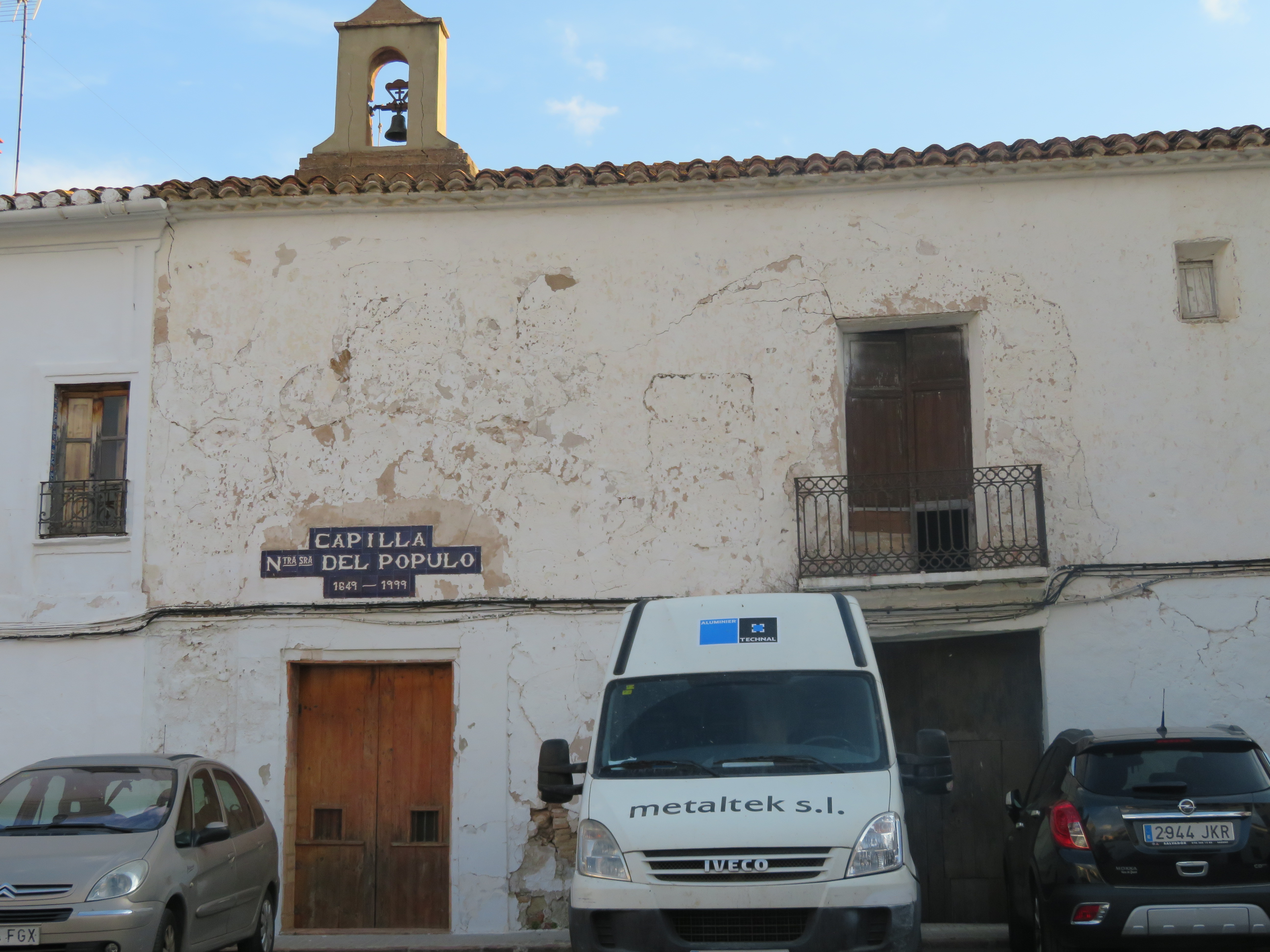
Marienkapelle
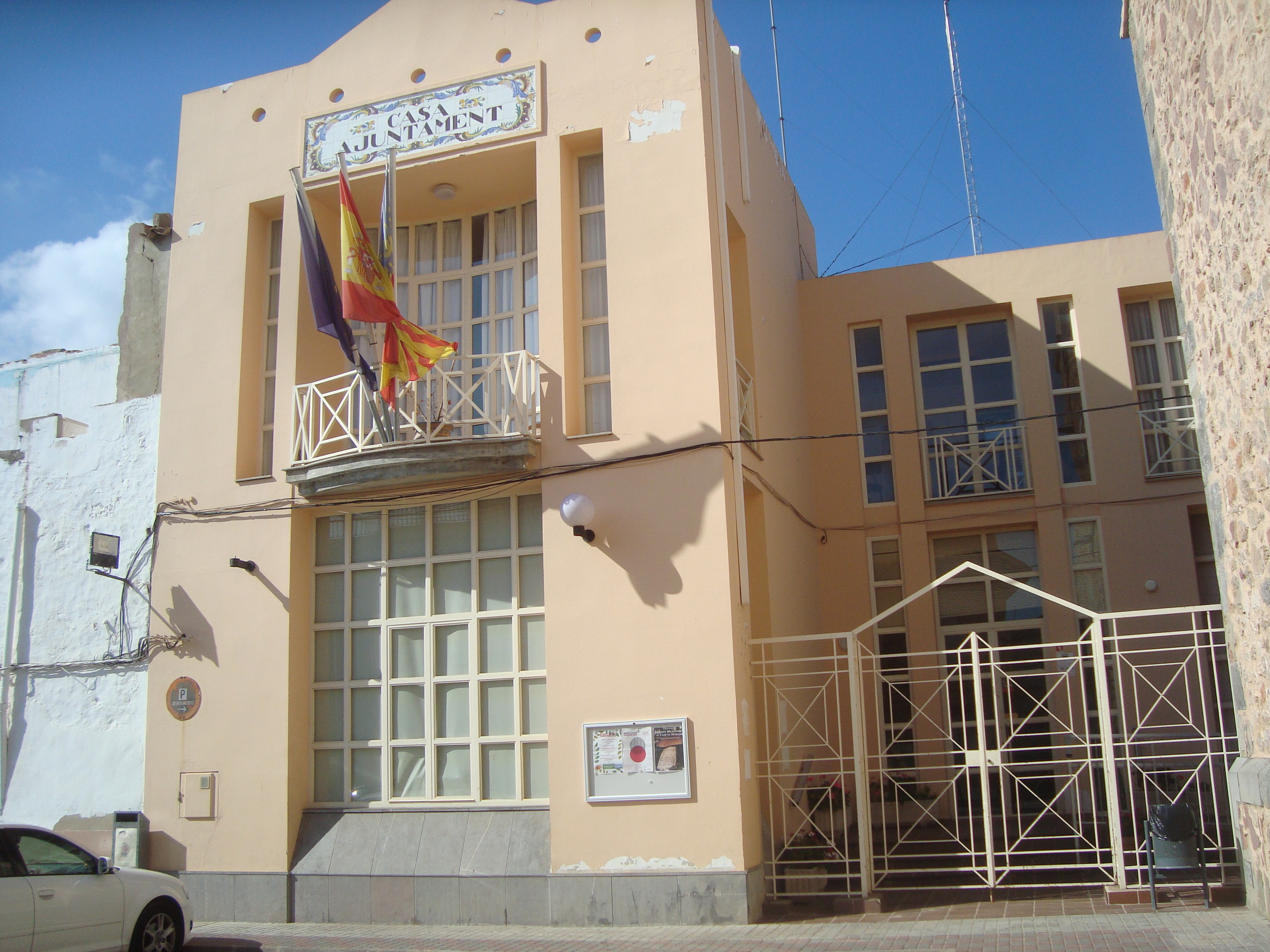
Rathaus

## Persönlichkeiten
- José Pérez Serer (* 1966), Fußballspieler und -trainer
- Vicky Sevilla (* 1992), Sterneköchin